# Lars Dahlqvist
Lars Åke Dahlqvist, född 4 januari 1942 i Solna församling, död 10 augusti 2007 i Hägerstens församling, var en svensk filmfotograf. Han var son till fotografen Åke Dahlqvist. 

## Filmfoto i urval
- 1965 – Pang i bygget
- 1968 – Olles skidfärd
- 1968 – Petters och Lottas jul
- 1969 – Oss emellan
- 1969 – Skottet